# Tayanna
Tetyana Mykhaylivna Reshetnyak (ucraïnès: Тетяна Михайлівна Решетняк; nascuda el 29 de setembre de 1984), coneguda principalment pel seu nom artístic Tayanna, és una cantant, actriu i compositora ucraïnesa.

## Biografia
Reshetnyak va néixer a la ciutat de Chernivtsi. Als vuit anys, els seus pares la van instar a anar a una escola de música, a la classe d'acordió, però va deixar l'escola aproximadament un any després. Tretze anys més tard, Tatiana va començar a estudiar veu, primer en conjunt, i després va fer classes individuals. L'any 2001, durant una visita a Lviv, Tatiana va tenir l'oportunitat d'actuar conjuntament abans de l'aparició del papa Joan Pau II. El primer esdeveniment significatiu per a ella va ser un viatge a Skadovsk per al festival dels Jocs del Mar Negre, on va ocupar el tercer lloc. Tatiana té tres germans, dos bessons que són pastissers, un d'ells també treballa com a cantant, i Misha Marvin, que també és cantant i molt coneguda a Ucraïna. Els seus pares són Natalia i Mikhail. Quan Tatiana tenia 18 anys, es va casar amb el famós productor Dmitry Klimashenko.
El 2008 es va convertir en membre del grup de noies Hot Chocolate (Горячий Шоколад). Tres anys més tard, va decidir trencar amb Dmitry Klimashenko. Dmitry no va acceptar la seva decisió i va eliminar Tatyana de la banda de noies, obligant-la a pagar 50.000 $.
El 2014, Reshetnyak va participar en la quarta temporada de La veu d'Ucraïna (Голос країни), però cap dels entrenadors va girar la cadira. A l'estiu del mateix any, va llançar el seu vídeo musical per a la cançó "Znayu i veryu" (Знаю и верю). El 2015, va tornar a The Voice of the Ukraine, on va fer que tots els entrenadors giren les seves cadires a les edicions a cegues, interpretant la cançó tradicional ucraïnesa "Kray miy ridnyy kray" (Край мій рідний край). Reshetnyak va triar Potap com a entrenador i va arribar fins a l'últim espectacle de la cinquena temporada, on va aconseguir el segon lloc perdent davant Anton Kopitin a la superfinal.
El 2017, Tayanna va competir a la selecció nacional d'Ucraïna Vidbir 2017 per al Festival de la Cançó d'Eurovisió 2017 amb la cançó "I Love You". Tot i que va obtenir el mateix nombre de punts en total amb O.Torvald en primer lloc, no va obtenir prou punts per televot i, per tant, no va poder representar Ucraïna a Eurovisió.
El 17 de novembre de 2017, va llançar el seu segon àlbum "Trymay mene (Тримай мене)", en col·laboració amb el productor Alan Badoev. L'àlbum constava de set cançons en ucraïnès. El desembre de 2017, Tayanna amb la cançó "Skoda (Шкода)" va actuar al programa anual de música ucraïnès M1 Music Awards 2017 i va guanyar el premi "Proryv (Прорив року)" de l'any.
El febrer de 2018, va participar al Vidbir 2018 amb la cançó "Lelya (Леля)" fent el seu segon intent de representar Ucraïna al Festival de la Cançó d'Eurovisió. Encara que era la favorita per guanyar, va acabar en el segon lloc perdent per només 1 punt davant Mélovin.
A la primavera del 2018, va fer la seva gira a Ucraïna. El 19 de maig de 2018 va ser convidada a assistir a la cerimònia dels Golden Firebird Awards, on va rebre les estatuetes "Clip of the Year" i "Singer of the Year". El 10 de desembre, va ser convidada especial als Premis Woman of the third milennium, on va interpretar el seu nou senzill "Fantastychna zhinka (Фантастична жінка)" i va rebre el premi a la nominació "Rating".
El novembre de 2018, Tayanna va declarar que tornaria a intentar representar Ucraïna al Festival de la Cançó d'Eurovisió. El 10 de gener de 2019, es va classificar per a les semifinals de Vidbir 2019 amb la cançó "Ochi (Eyes)". El 22 de gener, Tayanna va anunciar a través dels seus comptes de xarxes socials que es va negar a continuar a la selecció nacional d'Ucraïna. El 8 de febrer, va llançar la seva cançó que competiria a la selecció nacional, per representar Ucraïna al Festival de la Cançó d'Eurovisió 2019, a Tel-Aviv, Israel.
El maig de 2021, va ser anunciada com a portaveu d'Ucraïna del Festival de la Cançó d'Eurovisió 2021, llegint els punts del jurat del país a la final.

## Discografia

### Àlbums d'estudi
- 9 песен из жизни ("9 songs of life") (2016)
- Тримай мене ("Hold me") (2017)

### EPs
- TAYANNA. Портреты ("Portraits") (2016)